# Dolichognatha umbrophila
Dolichognatha umbrophila là một loài nhện trong họ Tetragnathidae.
Loài này thuộc chi Dolichognatha. Dolichognatha umbrophila được miêu tả năm 1991 bởi Tanikawa.

## Hình ảnh

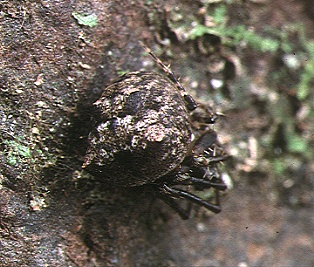
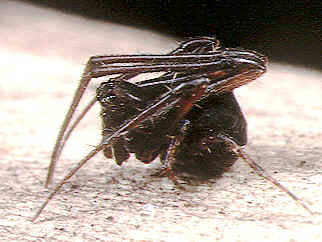